# Pycnonotus nigricans
Pycnonotus nigricans là một loài chim trong họ Pycnonotidae.

## HÌnh ảnh

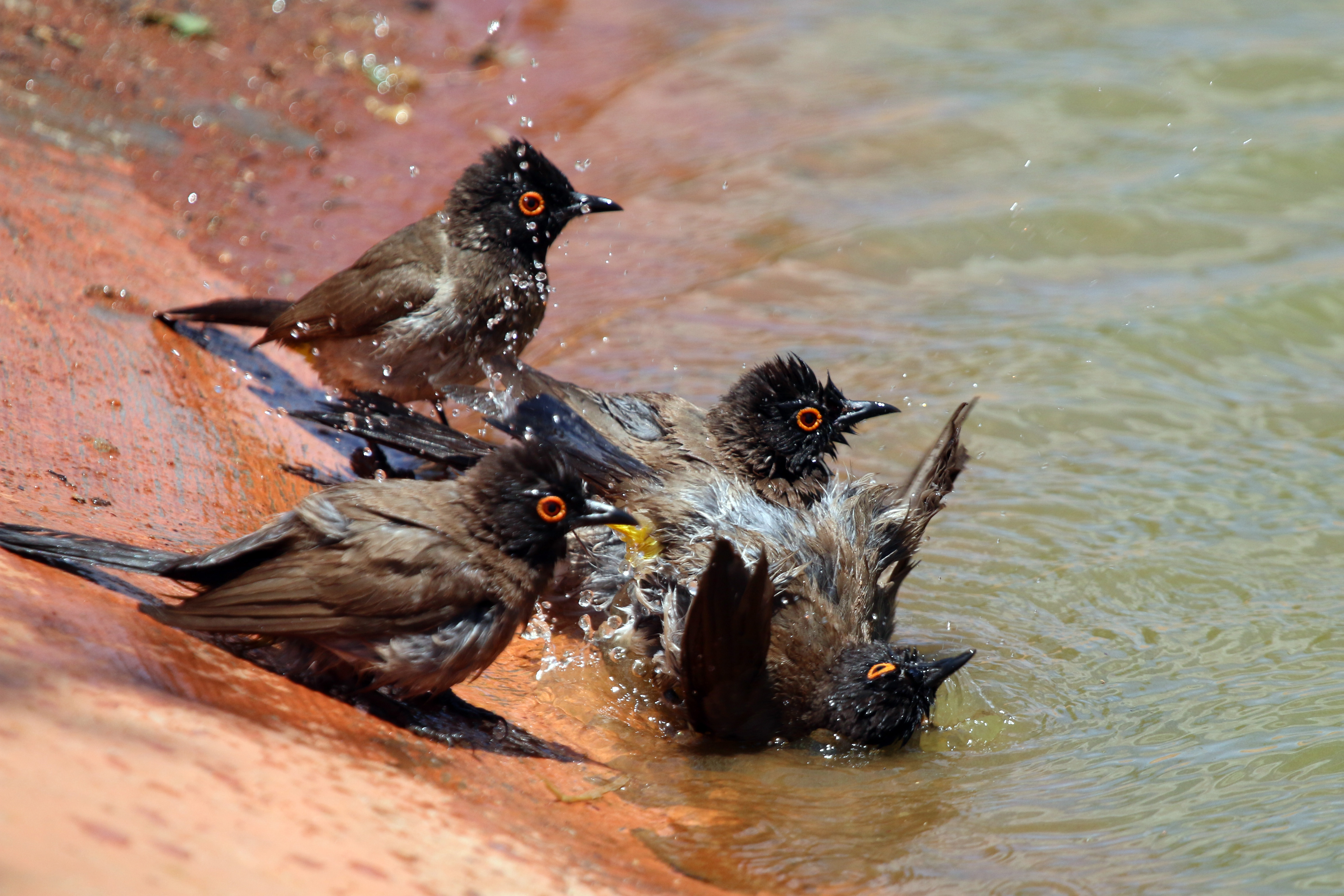
P. n. nigricans; communal bathing at Tswalu Kalahari Reserve, with one or two keeping watch
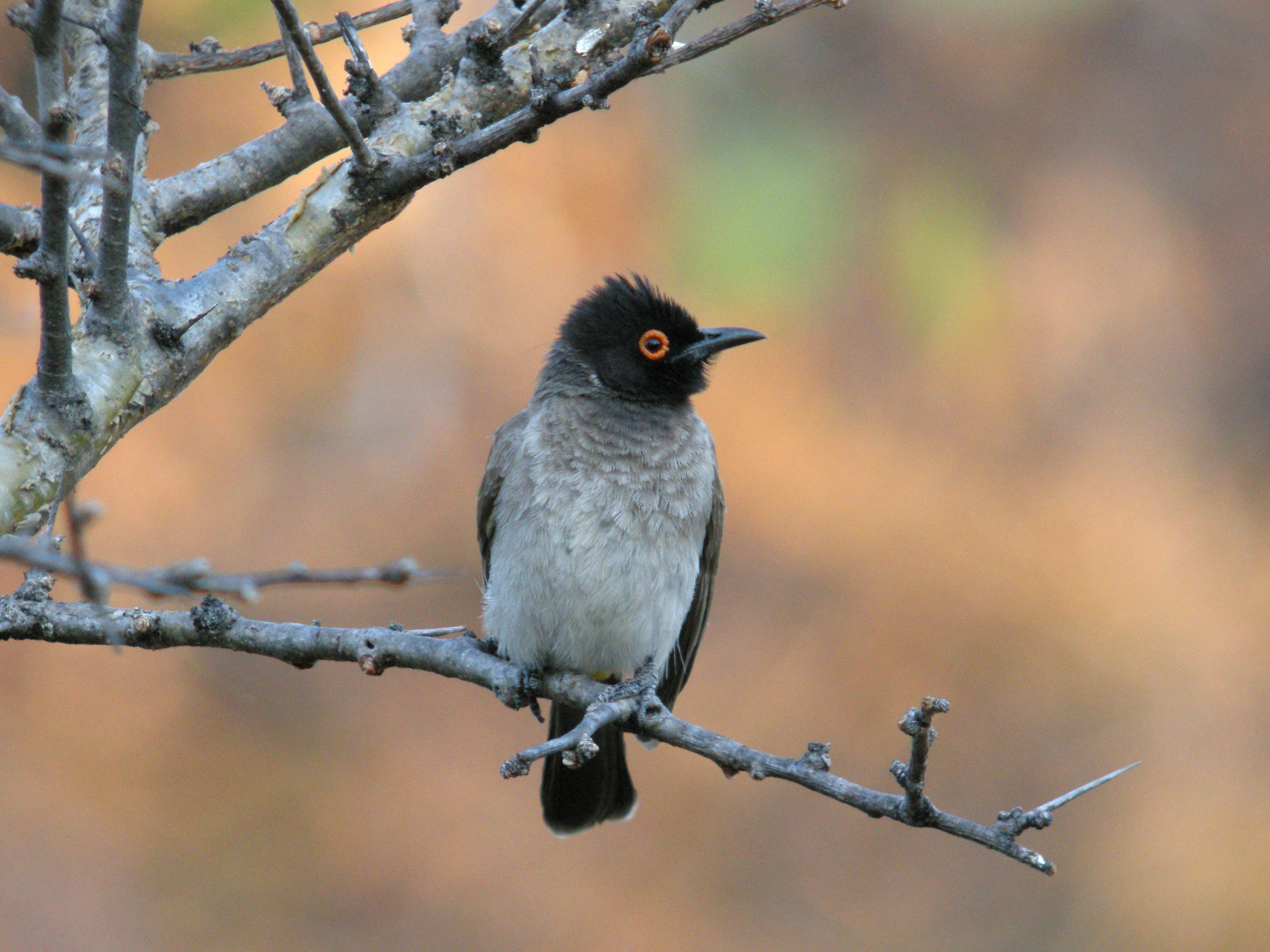
Nominate race at Etosha N. P., showing relatively pale breast plumage
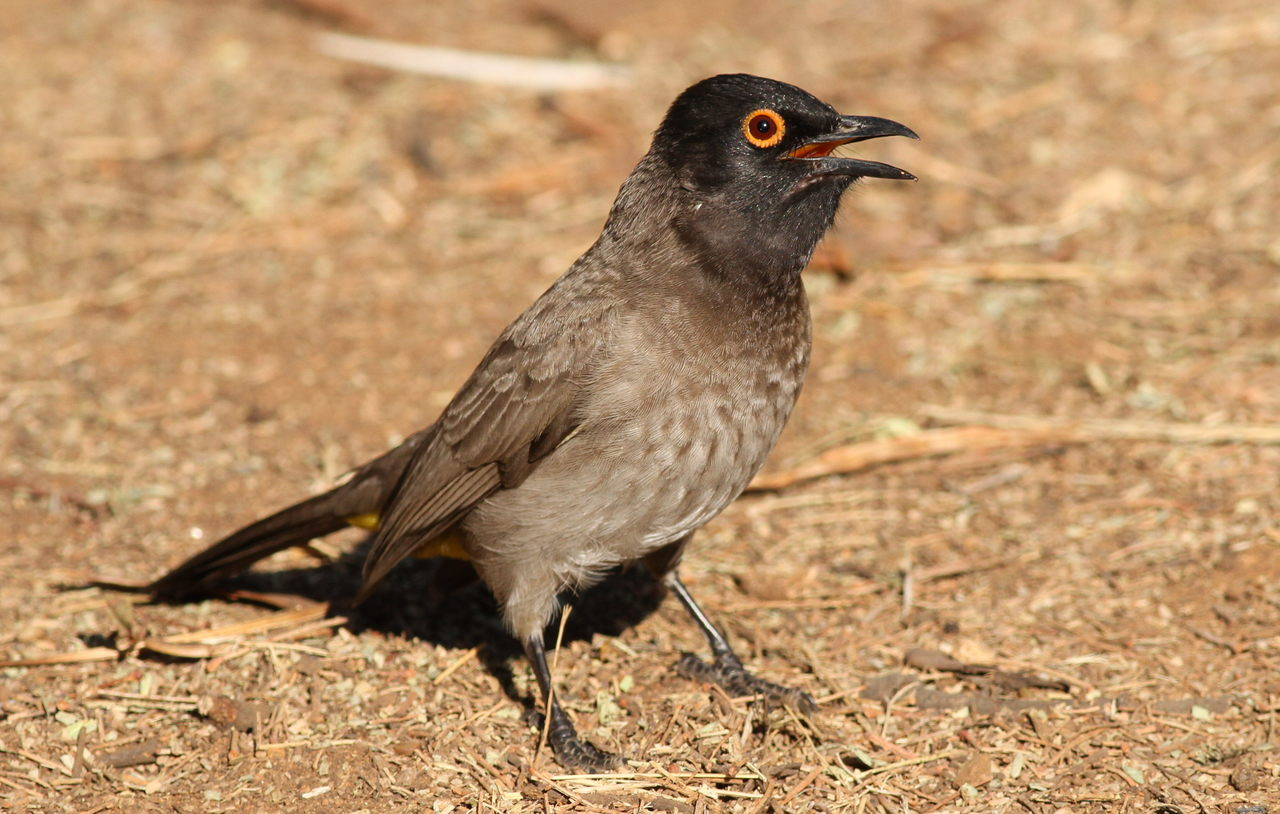
The easterly P. n. subsp. superior, with darker breast and mantle plumage
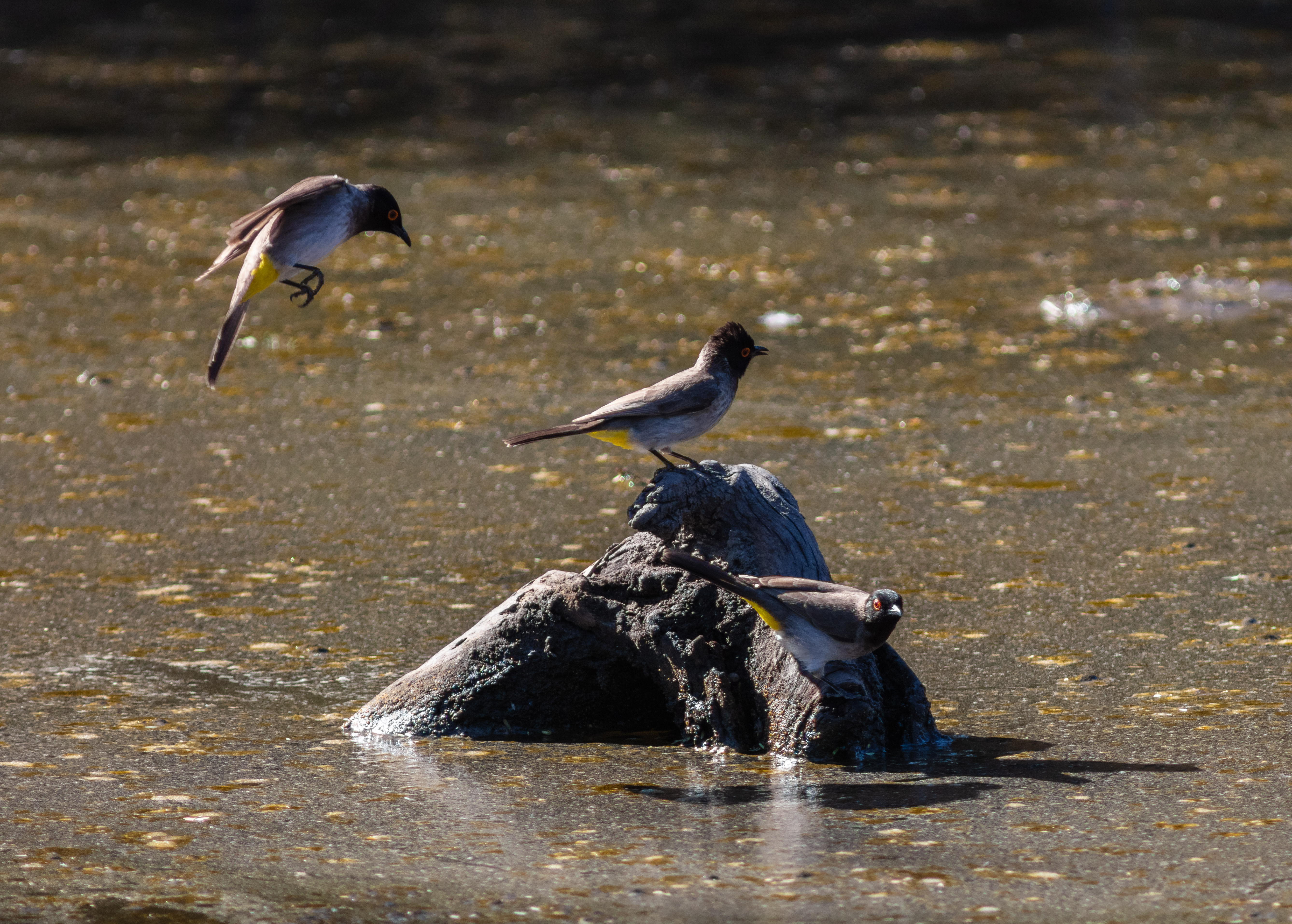
Group of African red-eyed bulbuls in Khama Rhino Sanctuary, Botswana
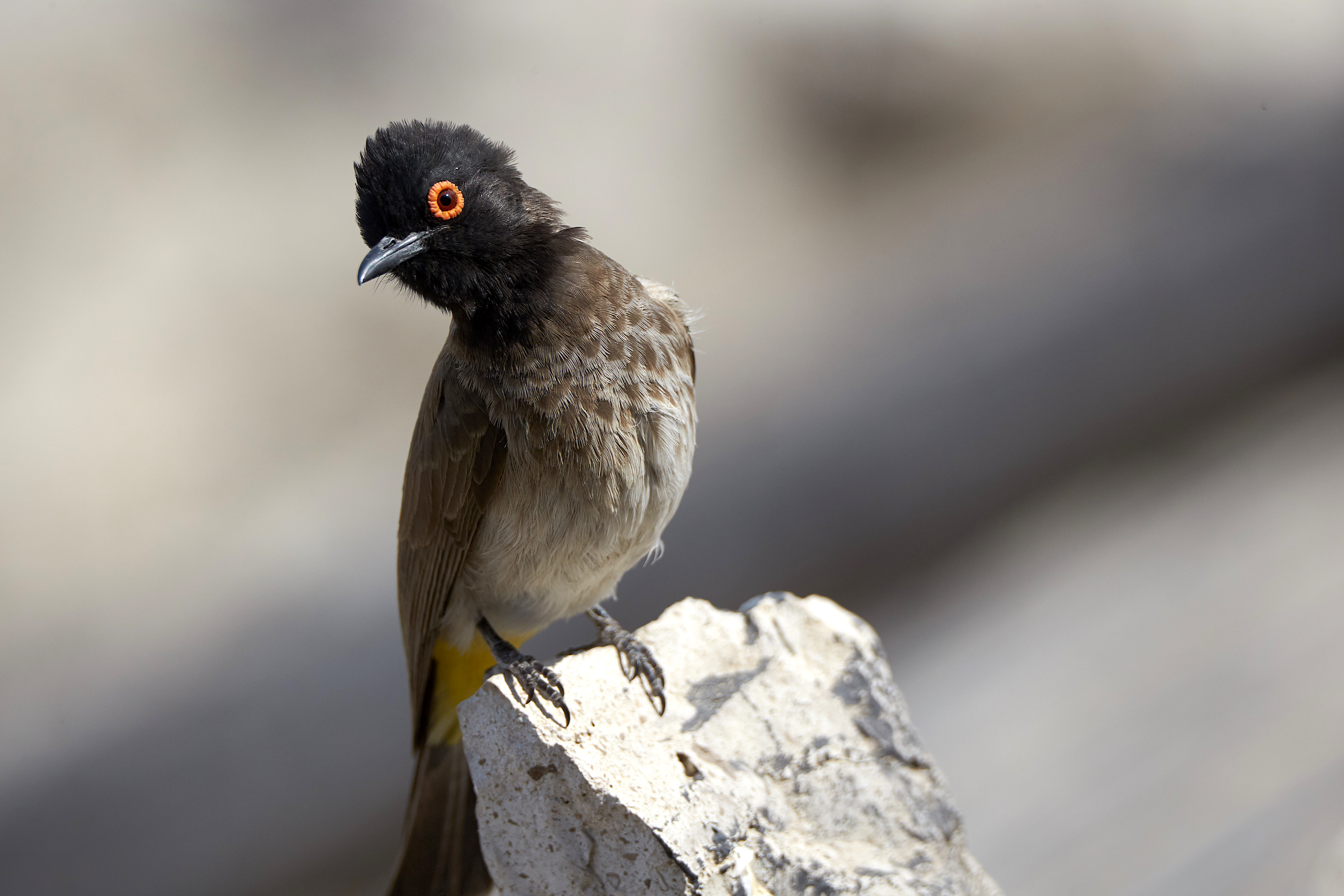
African red-eyed bulbul in Okaukuejo, Etosha National Park, Namibia